# تشوكات عبد الكريم بازار
تشوكات عبد الكريم بازار (بالفارسية: چوکات عبدالکریم بازار) هي قرية تقع في منطقة بولان في إيران. يقدر عدد سكانها بـ 124 نسمة بحسب إحصاء 2016.